# Монсекре
Монсекре́ (фр. Montsecret) — колишній муніципалітет у Франції, у регіоні Нормандія, департамент Орн. Населення — 569 осіб (2011).
Муніципалітет був розташований на відстані близько 230 км на захід від Парижа, 50 км на південний захід від Кана, 70 км на північний захід від Алансона.

## Історія
До 2015 року муніципалітет перебував у складі регіону Нижня Нормандія. Від 1 січня 2016 року належав до нового об'єднаного регіону Нормандія.
1 січня 2015 року Монсекре і Клерфужер було об'єднано в новий муніципалітет Монсекре-Клерфужер.

## Демографія
Динаміка населення (EHESS і INSEE ):
Розподіл населення за віком та статтю (2006):
| Стать | Всього | До 15 років | 15-24 | 25-44 | 45-64 | 65-85 | Понад 85 |
| --- | ------ | ----------- | ----- | ----- | ----- | ----- | -------- |
| Чоловіки | 284    | 62          | 27    | 85    | 78    | 28    | 4        |
| Жінки | 274    | 62          | 20    | 78    | 70    | 32    | 12       |
| \| Статево-вікова піраміда \| Статево-вікова піраміда \| Статево-вікова піраміда \| \| ----------------------- \| ----------------------- \| ----------------------- \| \| Чоловіки \| Вік \| Жінки \| \| 4 \| 85 + \| 12 \| \| 4 \| 80-84 \| 8 \| \| 0 \| 75-79 \| 0 \| \| 16 \| 70-74 \| 8 \| \| 8 \| 65-69 \| 16 \| \| 4 \| 60-64 \| 12 \| \| 16 \| 55-59 \| 16 \| \| 23 \| 50-54 \| 23 \| \| 35 \| 45-49 \| 19 \| \| 19 \| 40-44 \| 27 \| \| 31 \| 35-39 \| 16 \| \| 23 \| 30-34 \| 23 \| \| 12 \| 25-29 \| 12 \| \| 8 \| 20-24 \| 8 \| \| 19 \| 15-20 \| 12 \| \| 31 \| 10-14 \| 23 \| \| 19 \| 5-9 \| 23 \| \| 12 \| 0-4 \| 16 \| |        |             |       |       |       |       |          |
| Статево-вікова піраміда |        |             |       |       |       |       |          |
| Чоловіки | Вік    | Жінки       |       |       |       |       |          |
| 4 | 85 +   | 12          |       |       |       |       |          |
| 4 | 80-84  | 8           |       |       |       |       |          |
| 0 | 75-79  | 0           |       |       |       |       |          |
| 16 | 70-74  | 8           |       |       |       |       |          |
| 8 | 65-69  | 16          |       |       |       |       |          |
| 4 | 60-64  | 12          |       |       |       |       |          |
| 16 | 55-59  | 16          |       |       |       |       |          |
| 23 | 50-54  | 23          |       |       |       |       |          |
| 35 | 45-49  | 19          |       |       |       |       |          |
| 19 | 40-44  | 27          |       |       |       |       |          |
| 31 | 35-39  | 16          |       |       |       |       |          |
| 23 | 30-34  | 23          |       |       |       |       |          |
| 12 | 25-29  | 12          |       |       |       |       |          |
| 8 | 20-24  | 8           |       |       |       |       |          |
| 19 | 15-20  | 12          |       |       |       |       |          |
| 31 | 10-14  | 23          |       |       |       |       |          |
| 19 | 5-9    | 23          |       |       |       |       |          |
| 12 | 0-4    | 16          |       |       |       |       |          |

## Економіка
2010 року серед 348 осіб працездатного віку (15—64 років) 285 були активними, 63 — неактивними (показник активності 81,9%, у 1999 році було 74,6%). З 285 активних мешканців працювала 261 особа (145 чоловіків та 116 жінок), безробітними було 24 (11 чоловіків та 13 жінок). Серед 63 неактивних 21 особа була учнем чи студентом, 19 — пенсіонерами, 23 були неактивними з інших причин.

У 2010 році в муніципалітеті числилось 225 оподаткованих домогосподарств, у яких проживали 583,0 особи, медіана доходів виносила 16 161 євро на одного особоспоживача